# Boris Kodjoe
Boris Kodjoe, all'anagrafe Boris Frederic Cecil Tay-Natey Ofuatey-Kodjoe (Vienna, 8 marzo 1973), è un attore e supermodello austriaco con cittadinanza ghanese naturalizzato statunitense.

## Biografia
Nato a Vienna, Austria, figlio di Ursula, psicologa tedesca, e Eric Kodjoe, medico ghanese. Ha un fratello, Patrick, e una sorella, Nadja. Il suo nome di nascita gli è stato dato in onore del poeta e scrittore Boris Pasternak. Perciò ha la cittadinanza tedesca e ghanese. Kodjoe è nato ebreo da parte della madre e della nonna materna, anche se successivamente è diventato membro della Cascade United Methodist Church, una chiesa metodista di Atlanta, in Georgia. Dopo il divorzio dei genitori, quando aveva sei anni, è cresciuto nelle vicinanze di Friburgo in Brisgovia, in Germania.
All'età di diciannove anni si trasferisce negli Stati Uniti, grazie a una borsa di studio per giocare a tennis presso la Virginia Commonwealth University di Richmond. Aspirava a diventare un tennista professionista, ma a causa di un infortunio alla schiena, dovette rinunciare. Poco dopo la laurea, conseguita in marketing nel 1996, viene messo sotto contratto dall'agenzia Ford Models di New York. Come modello ha sfilato per stilisti come Versace, Ralph Lauren e Tommy Hilfiger ed è apparso su numerose copertine di rivista di moda come Esquire e Vogue, venendo fotografato da celebri fotografi come Bruce Weber e Herb Ritts.
Mentre lavorava come modello, viene notato da un direttore del casting, che gli permette di esordire al cinema nel 2000 con il film Love & Basketball. Nel 2002 ottiene una parte nel film Brown Sugar, al fianco di Taye Diggs e Sanaa Lathan. Dopo varie e piccole apparizioni televisive, nel 2000 diviene noto per il ruolo di Damon Carter nella serie televisiva del network Showtime Soul Food. Kodjoe lavora nella serie dal 2000 al 2004, per tutte e cinque le stagioni. La sua avvenenza non passa inosservata, tanto che nel 2002 la rivista People lo inserisce nella lista della "50 persone più belle del mondo".
Dopo Soul Food, lavora nella serie televisiva per UPN Second Time Around, cancellata dopo solo 13 episodi. Negli anni successivi recita nei film, The Gospel e Riunione di famiglia con pallottole ed è stato guest star nelle serie Crossing Jordan, Women's Murder Club e Nip/Tuck.
Nel 2008 interpreta il ruolo del Generale Dix Hauser nel film Starship Troopers 3 - L'arma segreta, l'anno seguente fa parte del cast del film fantascientifico con Bruce Willis Il mondo dei replicanti, mentre nel 2010 recita al fianco di Milla Jovovich in Resident Evil: Afterlife.
Sempre nel 2010 ottiene la parte da protagonista, al fianco di Gugu Mbatha-Raw, nella serie Undercovers, creata da J. J. Abrams per la NBC, ma dopo la messa in onda di sette dei tredici episodi ordinati, è stata cancellata a causa dei bassi ascolti.
Dal 2018 è stabilmente nel cast della serie  Station 19, spin off di  Grey’s Anatomy, dove interpreta la parte del capitano dei vigili del fuoco Robert Sullivan, un personaggio forte e leale che, tuttavia, lotta contro le proprie dipendenze. 

### Vita privata
Il 21 maggio 2005 ha sposato a Gundelfingen l'attrice Nicole Ari Parker, co-protagonista della serie Soul Food. La coppia ha avuto due figli, Sophie Tei Naaki Lee (nata il 5 marzo 2005) e Nicolas Neruda Kodjoe (nato il 31 ottobre 2006). Alla nascita a Sophie è stata diagnostica la spina bifida.
Dopo aver vissuto ad Atlanta, la famiglia Kodjoe vive a Los Angeles. Parla correntemente tedesco, francese, inglese, spagnolo e italiano.

## Filmografia

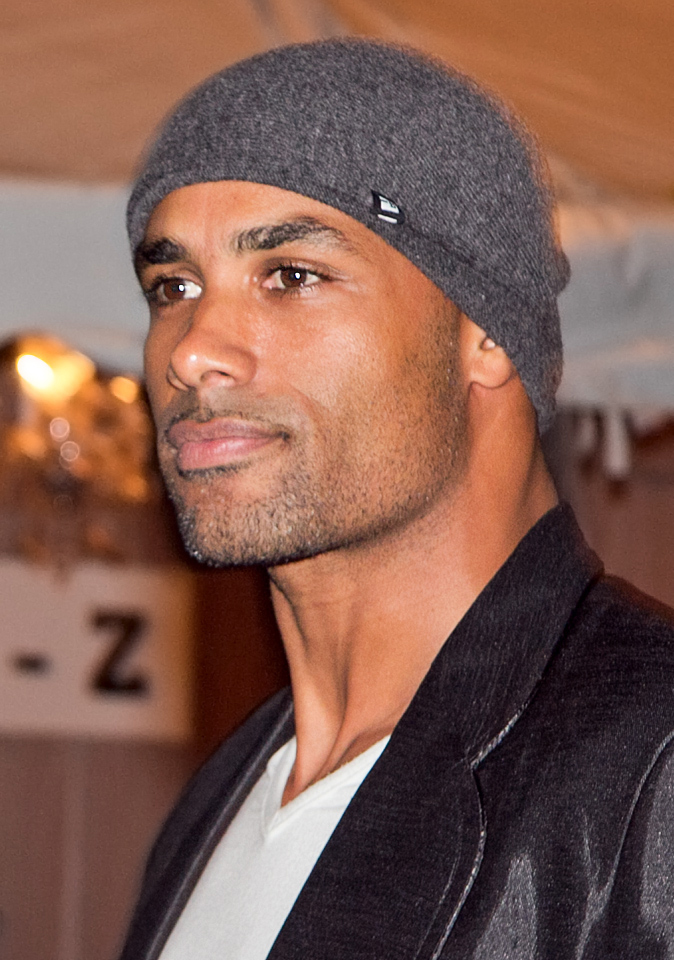
Boris Kodjoe al TIFF 2011

### Cinema
- Love & Basketball, regia di Gina Prince-Bythewood (2000)
- Brown Sugar, regia di Rick Famuyiwa (2002)
- Vendetta mortale (Doing Hard Time), regia di Preston A. Whitmore II (2004)
- The Gospel, regia di Rob Hardy (2004)
- Riunione di famiglia con pallottole (Madea's Family Reunion), regia di Tyler Perry (2006)
- Alice una vita sottosopra (Alice Upside Down), regia di Sandy Tung (2007)
- All About Us, regia di Christine Swanson (2007)
- Starship Troopers 3 - L'arma segreta (Starship Troopers 3: Marauder), regia di Edward Neumeier (2008)
- Il mondo dei replicanti (Surrogates), regia di Jonathan Mostow (2009)
- Resident Evil: Afterlife, regia di Paul W.S. Anderson (2010)
- The Confidant, regia di Alton Glass (2010)
- Resident Evil: Retribution, regia di Paul W.S. Anderson (2012)
- Nurse - L'infermiera (Nurse 3D), regia di Douglas Aarniokoski (2013)
- L'amore in valigia (Baggage Claim), regia di David E. Talbert (2013)
- Ferdinand, regia di Carlos Saldanha (2017) - voce

### Televisione
- Tris di cuori (For Your Love) – serie TV, 1 episodio (2000)
- Boston Public – serie TV, 3 episodi (2003)
- All of Us – serie TV, 1 episodio (2003)
- Street Time – serie TV, 2 episodi (2003)
- Eve – serie TV, 1 episodio (2004)
- Soul Food – serie TV, 27 episodi (2000-2004)
- Second Time Around – serie TV, 13 episodi (2004)
- Crossing Jordan – serie TV, 2 episodi (2007)
- Nip/Tuck – serie TV, 1 episodio (2007)
- Women's Murder Club – serie TV, 1 episodio (2007)
- Undercovers – serie TV, 13 episodi (2010)
- Franklin & Bash – serie TV, 1 episodio (2012)
- The Last Man on Earth – serie TV, 12 episodi (2015-2016)
- Code Black – serie TV,29 episodi (2016-2018)
- House of Cards - Gli intrighi del potere (House of Cards) – serie TV (2018)
- Station 19 – serie TV, 58 episodi (2018-2024)

## Doppiatori italiani
Nelle versioni in italiano delle opere in cui ha recitato, Boris Kodjoe è stato Doppiato da:
- Alberto Angrisano in Il mondo dei replicanti, The Last Man of Earth, Code Black, Station 19, Grey's Anatomy
- Luca Ward in Resident Evil: Afterlife, Resident Evil: Retribution
- Alessio Cigliano in Undercovers
- Andrea Ward in Nip/Tuck
- Fabrizio Pucci in Brown Sugar
- Riccardo Rossi in Starship Troopers 3 - L'arma segreta
- Roberto Certomà in L'amore in valigia
- Vittorio De Angelis in Vendetta mortale
- Andrea Lavagnino in Unforgettable
- Francesco De Francesco in House of Cards - Gli intrighi del potere